# ساندي (يوتا)
ساندي (بالإنجليزية: Sandy, Utah)‏ هي مدينة تقع في الولايات المتحدة في مقاطعة سالت ليك، يوتا. يقدر عدد سكانها بـ 89,344 نسمة ومساحتها 57.9 كم2 وترتفع عن سطح البحر 1,356 متر.

## التركيبة السكانية
حدّد مكتب تعداد الولايات المتحدة بيانات التركيبة السكانية لساندي في تعداد الولايات المتحدة. في ما يلي، التركيبة السكانية حسب تعدادي 2000 و2010.

### تعداد عام 2000
بلغ عدد سكان ساندي 88,418 نسمة بحسب تعداد عام 2000، وبلغ عدد الأسر 25,737 أسرة وعدد العائلات 21,786 عائلة مقيمة في المدينة. في حين سجلت الكثافة السكانية 1,412.9 نسمة لكل كيلومتر مربع (3,659.4/ميل2). وبلغ عدد الوحدات السكنية 26,579 وحدة بمتوسط كثافة قدره 424.7 لكل كيلومتر مربع (1,100.0/ميل2).
وتوزع التركيب العرقي للمدينة بنسبة 93.52% من البيض و0.50% من الأمريكيين الأفارقة و0.35% من الأمريكيين الأصليين و2.17% من الأمريكيين ذوي الأصول الآسيوية و0.31% من سكان جزر المحيط الهادئ و1.50% من الأعراق الأخرى و1.65% من عرقين مختلطين أو أكثر و4.38% من الهسبانيون أو اللاتينيون من أي عرق.
بلغ عدد الأسر 25,737 أسرة كانت نسبة 54.2% منها لديها أطفال تحت سن الثامنة عشر تعيش معهم، وبلغت نسبة الأزواج القاطنين مع بعضهم البعض 72.9% من أصل المجموع الكلي للأسر، ونسبة 8.6% من الأسر كان لديها معيلات من الإناث دون وجود شريك،  بينما كانت نسبة 3.2% من الأسر لديها معيلون من الذكور دون وجود شريكة وكانت نسبة 15.4% من غير العائلات. تألفت نسبة 11.6% من أصل جميع الأسر من عدة أفراد يعيشون في نفس المنزل ونسبة 3.4% كانت تتألف من شخص يعيش بمفرده يبلغ من العمر 65 عاماً أو أكثر. وبلغ متوسط حجم الأسرة المعيشية 3.42، أما متوسط حجم العائلات فبلغ 3.73.
بلغ العمر الوسطي للسكان 29.1 عاماً. وكانت نسبة 34.4% من القاطنين تحت سن الثامنة عشر، وكانت نسبة 11.1% بين الثامنة عشر والرابعة والعشرين عاماً، ونسبة 27.4% كانت واقعةً في الفئة العمرية ما بين الخامسة والعشرين والرابعة والأربعين عاماً، ونسبة 21.7% كانت ما بين الخامسة والأربعين والرابعة والستين، ونسبة 4.8% كانت ضمن فئة الخامسة والستين عاماً فما فوق. يوجد لكل 100 أنثى 101.3 ذكر، ويوجد لكل 100 أنثى في الثامنة عشر من عمرها فما فوق 98.4 ذكر.
بلغ متوسط دخل الأسرة في المدينة 66,458 دولارًا، أما متوسط دخل العائلة فبلغ 70,801 دولارًا. وكان متوسط دخل الذكور 47,031 دولارًا مقابل 29,661 دولارًا للإناث. وسجل دخل الفرد الخاص بالمدينة 22,928 دولارًا. وكانت نسبة 2.8% من العائلات ونسبة 3.8% من السكان تحت خط الفقر، وكان من هؤلاء نسبة 4.2% تحت سن الثامنة عشر ونسبة 5.7% في الخامسة والستين من العمر وما فوق.

### تعداد عام 2010
بلغ عدد سكان ساندي 87,461 نسمة بحسب تعداد عام 2010، وبلغ عدد الأسر 28,296 أسرة وعدد العائلات 22,553 عائلة مقيمة في المدينة. في حين سجلت الكثافة السكانية 1,397.6 نسمة لكل كيلومتر مربع (3,619.8/ميل2). وبلغ عدد الوحدات السكنية 29,501 وحدة بمتوسط كثافة قدره 471.4 لكل كيلومتر مربع (1,220.9/ميل2).
وتوزع التركيب العرقي للمدينة بنسبة 90% من البيض و0.73% من الأمريكيين الأفارقة و0.48% من الأمريكيين الأصليين و3% من الأمريكيين ذوي الأصول الآسيوية و0.64% من سكان جزر المحيط الهادئ و2.64% من الأعراق الأخرى و2.52% من عرقين مختلطين أو أكثر و7.37% من الهسبانيون أو اللاتينيون من أي عرق.
بلغ عدد الأسر 28,296 أسرة كانت نسبة 42.1% منها لديها أطفال تحت سن الثامنة عشر تعيش معهم، وبلغت نسبة الأزواج القاطنين مع بعضهم البعض 66.1% من أصل المجموع الكلي للأسر، ونسبة 9.5% من الأسر كان لديها معيلات من الإناث دون وجود شريك،  بينما كانت نسبة 4.1% من الأسر لديها معيلون من الذكور دون وجود شريكة وكانت نسبة 20.3% من غير العائلات. تألفت نسبة 15.8% من أصل جميع الأسر من عدة أفراد يعيشون في نفس المنزل ونسبة 5.8% كانت تتألف من شخص يعيش بمفرده يبلغ من العمر 65 عاماً أو أكثر. وبلغ متوسط حجم الأسرة المعيشية 3.08، أما متوسط حجم العائلات فبلغ 3.45.
بلغ العمر الوسطي للسكان 33.8 عاماً. وكانت نسبة 28.5% من القاطنين تحت سن الثامنة عشر، وكانت نسبة 9.5% بين الثامنة عشر والرابعة والعشرين عاماً، ونسبة 25.9% كانت واقعةً في الفئة العمرية ما بين الخامسة والعشرين والرابعة والأربعين عاماً، ونسبة 26.9% كانت ما بين الخامسة والأربعين والرابعة والستين، ونسبة 9.2% كانت ضمن فئة الخامسة والستين عاماً فما فوق. وتوزع التركيب الجنسي للسكان بنسبة 49.8% ذكور و50.2% إناث.

## المدن التوأمة
مدينة ريزا هي مدينة توأمة لـساندي (يوتا).

## أعلام
- راي غرينوود
- ميشيل فاسكونسيلوس
- ويليام إرنست سميث
- كوري إنغن
- دي بنسون
- ستيف كرامر